# Conradin Cathomen
Conradin Cathomen (ur. 2 czerwca 1959 w Laax) – szwajcarski narciarz alpejski, wicemistrz świata.

## Kariera
Pierwsze punkty w zawodach w zawodach Pucharu Świata zdobył 15 grudnia 1980 roku w Val Gardena, zajmując piętnaste miejsce w zjeździe. Na podium zawodów tego cyklu pierwszy raz stanął 13 lutego 1982 roku w Garmisch-Partenkirchen, gdzie rywalizację w tej konkurencji zakończył na drugiej pozycji. W zawodach tych rozdzielił Kanadyjczyka Steve’a Podborskiego i Austriaka Hartiego Weirathera. Łącznie osiem razy stawał na podium pucharowych, odnosząc przy tym dwa zwycięstwa: 19 grudnia 1982 roku w Val Gardena i 10 stycznia 1983 roku w Val d’Isère triumfował w zjazdach. Najlepsze wyniki osiągnął w sezonie 1982/1983, kiedy to zajął czternaste miejsce w klasyfikacji generalnej, a w klasyfikacji zjazdu był drugi.
Jego największym sukcesem jest srebrny medal w zjeździe wywalczony podczas mistrzostw świata w Schladming w 1982 roku. W zawodach tych uplasował się między dwoma Austriakami: Hartim Weiratherem i Erwinem Reschem. Był to jego jedyny medal wywalczony na międzynarodowej imprezie tej rangi. Był też między innymi ósmy w zjeździe na rozgrywanych trzy lata później mistrzostwach świata w Bormio. W 1984 roku wystąpił na igrzyskach olimpijskich w Sarajewie, zajmując czternaste miejsce w swej koronnej konkurencji.
W 1987 roku zakończył karierę.

## Osiągnięcia

### Igrzyska olimpijskie
| Miejsce | Dzień     | Rok  | Miejscowość | Konkurencja | Czas biegu | Strata | Zwycięzca    |
| ------- | --------- | ---- | ----------- | ----------- | ---------- | ------ | ------------ |
| 14.     | 16 lutego | 1984 | Sarajewo    | Zjazd       | 1:45,59    | +2,04  | Bill Johnson |

### Mistrzostwa świata
| Miejsce | Dzień    | Rok  | Miejscowość   | Konkurencja | Czas biegu | Strata      | Zwycięzca         |
| ------- | -------- | ---- | ------------- | ----------- | ---------- | ----------- | ----------------- |
| 24.     | 5 lutego | 1982 | Schladming    | Kombinacja  | 12,64 pkt  | +139,56 pkt | Michel Vion       |
| 2.      | 6 lutego | 1982 | Schladming    | Zjazd       | 1:55,10    | +0,48       | Harti Weirather   |
| 8.      | 3 lutego | 1985 | Bormio        | Zjazd       | 2:06,68    | +1,35       | Pirmin Zurbriggen |
| DNF     | 1 lutego | 1987 | Crans-Montana | Kombinacja  | 28,27 pkt  | -           | Marc Girardelli   |

### Puchar Świata

#### Miejsca w klasyfikacji generalnej
- sezon 1980/1981: 50.
- sezon 1981/1982: 28.
- sezon 1982/1983: 14.
- sezon 1983/1984: 37.
- sezon 1984/1985: 35.
- sezon 1985/1986: 69.
- sezon 1986/1987: 63.

#### Miejsca na podium w zawodach
1. Garmisch-Partenkirchen – 13 lutego 1982 (zjazd) – 2. miejsce
2. Aspen – 5 marca 1982 (zjazd) – 3. miejsce
3. Val Gardena – 19 grudnia 1982 (zjazd) – 1. miejsce
4. Val d’Isère – 9 stycznia 1983 (zjazd) – 3. miejsce
5. Val d’Isère – 10 stycznia 1983 (zjazd) – 1. miejsce
6. Lake Louise – 12 marca 1983 (zjazd) – 3. miejsce
7. Cortina d'Ampezzo – 2 lutego 1984 (zjazd) – 3. miejsce
8. Val Gardena – 15 grudnia 1984 (zjazd) – 2. miejsce